# Tolumnia scandens
Tolumnia scandens är en orkidéart som först beskrevs av William Whitmore Goodale Moir, och fick sitt nu gällande namn av Guido Jozef Braem. Tolumnia scandens ingår i släktet Tolumnia och familjen orkidéer. Inga underarter finns listade i Catalogue of Life.